# Krvavac
Krvavac falu Horvátországban, Dubrovnik-Neretva megyében. Közigazgatásilag Kula Norinskához tartozik.

## Fekvése
Makarskától légvonalban 54, közúton 68 km-re délkeletre, Pločétól légvonalban 13, közúton 16 km-re keletre, községközpontjától 1 km-re délnyugatra, a Neretva jobb partján fekszik. Főbb településrészei Jaruga, Đermiston, Kava, Bara és Luke.

## Története
Krvavac (magyarul véres hely) arról a török által elkövetett 1538-as mészárlásról kapta a nevét, mely az akkor itt élő kis számú lakosságot érte. A település területe a 16. és 17. században a pojezerjei plébániához tartozott. Az akkori lakosság a Rujnica-hegyen és annak lejtőin fekvő településeken élt. Lelki gondozásukat a ljubuški ferences atyák, majd kolostoruk 1563-as lerombolása után a zaostrogi ferencesek látták el. Bagalovićot, melyről a plébánia a nevét kapta akkor még Kameno Brdonak hívták, mely település a plébániatemplomtól délkeletre feküdt. Az itt élt legnagyobb nemzetség a Bagalovićok voltak, akik azonban a plébánia területéről már régen kihaltak. A térség török uralom végével a 17. század végén 1694 körül népesült be. A lakosság döntően azoktól a betelepülőktől származott, akik a moreai háború idején érkeztek ide Hercegovinából Mate Bebić szerdár vezetése alatt.
A 19. század elején a hegy aljában menő Splitről Dubrovnikra vezető napóleoni út kiépítésével a hegyi falvak népessége kezdte elhagyni ezeket településeket és leköltözött az út mentére, a Neretva folyó és a Norin-patak mellé, ahol új településeket hozott létre. Ekkor települt be a mai Krvavac is. 1863-ban a rujnicai plébános Bagalovićra tette át székhelyét a plébániát pedig desne-bagalovići plébániának nevezték. A településnek 1880-ban 473, 1910-ben 442 lakosa volt. 1918-ban az új szerb-horvát-szlovén állam, majd később Jugoszlávia része lett. 1921-ben a desnei és a bagalovići plébániát szétválasztották, így létrejött az önálló bagalovići plébánia. A második világháború idején a Független Horvát Állam része volt. A háború után a település szocialista Jugoszláviához került. 1991-től a független Horvát Köztársaság része. 1992-ig közigazgatásilag Metković községhez tartozott. 1993. január 1-jén megalakult Kula Norinska község, melynek Krvavac is a része lett. A településnek 2011-ben 577 lakosa volt, akik a bagalovići plébániához tartoztak.

## Népesség
| Lakosság változása | Lakosság változása | Lakosság változása | Lakosság változása | Lakosság változása | Lakosság változása | Lakosság változása | Lakosság változása | Lakosság változása | Lakosság változása | Lakosság változása | Lakosság változása | Lakosság változása | Lakosság változása | Lakosság változása | Lakosság változása |
| ------------------ | ------------------ | ------------------ | ------------------ | ------------------ | ------------------ | ------------------ | ------------------ | ------------------ | ------------------ | ------------------ | ------------------ | ------------------ | ------------------ | ------------------ | ------------------ |
| 1857               | 1869               | 1880               | 1890               | 1900               | 1910               | 1921               | 1931               | 1948               | 1953               | 1961               | 1971               | 1981               | 1991               | 2001               | 2011               |
| 0                  | 0                  | 473                | 537                | 636                | 442                | 795                | 916                | 744                | 743                | 739                | 700                | 589                | 508                | 613                | 577                |

(1857-ben és 1869-ben teljes lakosságát, 1921-ben és 1931-ben pedig lakosságának egy részét  Desnéhez számították. 1880-tól 1971-ig Bagalovići, 1880-tól 1910-ig, valamint 1948-tól 1971-ig pedig Vrh Desne lakosságával együtt. 1981-ben Bagalovići és Vrh Desne települések lakosságával növekedett, egyidejűleg Krvavac II. kiválásával csökkent a lakosság száma.)

## Nevezetességei
- A Kármelhegyi boldogasszony tiszteletére szentelt temploma 1865-ben épült az akkor még önálló Bagalovićon az 1790 körül épített régi kápolna helyén. A templomot szabálytalanul faragott kövekből építették, a homlokzat közepén nagy körablak látható, tetejére 1926-ban épült a három harang számára kialakított harangtorony. A templomnak három oltára van. A főoltárt kőből és márványból építették, míg a két mellékoltár fából készült. A két mellékoltárt az 1970-es években elbontották, így a hajó tágasabb lett. Az épületet 1991-ben megújították. 2003-ban a templom új külsőt kapott, mivel a falakról leverték a vakolatot és a fal új fugázást kapott. Ugyanebben az évben rendezték a templom környékét is. Ennek során lelapozták az épület körüli és a temetőbe vezető járdákat, kis kőfalakat építettek és a templom előtt megépült a beton előcsarnok, elkészült az új szembemiséző oltár.
- A poresi Szent Márton templom 1953-ban épült egy egyházi tulajdonú borospince helyén a plébános mindennapi szolgálatára. A kommunista uralom idején itt zajlott a plébánia hitoktatása. 1997-ben Barišić plébános harangtornyot építtetett mellé, melynek aljában sekrestyét alakítottak ki.

## Kultúra
A helyi kulturális élet szervezője a nemrég alapított KUD Župa Bagalovići kulturális és művészeti egyesület.